# Управление военных представительств Министерства обороны Российской Федерации
Управле́ние вое́нных представи́тельств Министе́рства оборо́ны Росси́йской Федера́ции — орган военного управления в структуре Министерства обороны Российской Федерации предназначенный для организации работ по контролю качества и приёмки вооружения, военной и специальной техники (ВВСТ), контролю качества и приёмки продукции военного назначения, предназначенной для экспорта (ПВН), авиационной техники гражданского назначения и космических систем и комплексов научного, социально-экономического и коммерческого назначения.
Сокращённое наименование — УВП МО РФ.
Управление военных представительств подчиняется заместителю Министра обороны Российской Федерации, отвечающему за организацию военно-технического обеспечения войск (сил).
Приказом заместителя Министра обороны Российской Федерации от 15 сентября 2022 г. № 870 установлена дата проведения годового праздника УВП МО РФ - 27 декабря.

## Задачи
- организация работ по контролю качества и приёмке ВВСТ, ПВН, авиационной техники гражданского назначения и космических систем и комплексов научного, социально-экономического и коммерческого назначения, поставляемых Вооруженным Силам и в установленном порядке другим заказчикам, а также участие в выработке мероприятий по повышению качества ВВСТ, ПВН, авиационной техники гражданского назначения и космических систем и комплексов научного, социально-экономического и коммерческого назначения;
- организация и контроль деятельности военных представительств;
- разработка в установленном порядке проектов соответствующих правовых актов и иных документов, регламентирующих направления деятельности военных представительств;
- закрепление военных представительств за организациями промышленности;
- организация выдачи военными представительствами заключений о цене военной продукции;
- мониторинг выпуска и качества ВВСТ;
- взаимодействие с заинтересованными органами военного управления по вопросам разработки и принятия мер в случае возникновения предпосылок к срыву выполнения государственных контрактов (контрактов) или поставки потребителю (заказчикам) продукции ненадлежащего качества;
- организация договорной работы по контролю качества и приемке продукции для других заказчиков.

## История
В 1941 году, в канун Великой Отечественной войны, при родах войск Красной армии были созданы Службы начальников заказов вооружения, впоследствии переименованные в Управления заказов и поставок вооружения и военной техники. Благодаря их деятельности в годы войны удалось принять на вооружение новые поколения боевой техники: танки, самолёты, военные корабли, и непрерывно совершенствовать их с учётом опыта боевых действий.
Последующее мировое противостояние двух систем (СССР и США) потребовало помимо напряжения всех моральных сил и материальных ресурсов страны ещё и строгой организованности и чёткости во взаимодействии всех структур в Министерстве обороны участвующих в руководстве и обеспечении серийного и опытного строительства передовых образцов вооружения, военной и специальной техники.
На протяжении всего советского периода и вплоть до 2005 года, Управления заказов и поставок вооружения и военной техники выполняли функции генерального заказчика Министерства обороны и осуществляли руководство подчинёнными им представительствами заказчика (позднее военными представительствами) при организациях оборонной промышленности.
Директивой начальника Генерального штаба Вооруженных Сил Российской Федерации от 29 апреля 2005 года № 314/5/1256 с 1 июня 2005 года военные представительства Министерства обороны Российской Федерации были исключены из состава видов (родов войск) Вооруженных Сил Российской Федерации, главных и центральных управлений Министерства обороны Российской Федерации и подчинены начальнику вооружения Вооружённых сил Российской Федерации — заместителю Министра обороны Российской Федерации (на тот момент генералу армии Московскому А. М.).
Организация нормативно-правового и методического обеспечения деятельности военных представительств Министерства обороны, а также руководство военными представительствами, подчиненными начальнику вооружения Вооруженных Сил Российской Федерации — заместителю Министра обороны Российской Федерации, были возложены на новообразованное Управление военных представительств Министерства обороны Российской Федерации.
Задачи и функции формируемого Управления были определены Положением об Управлении военных представительств Министерства обороны Российской Федерации, утверждённым приказом начальника вооружения Вооруженных Сил Российской Федерации — заместителем Министра обороны Российской Федерации от 21 апреля 2005 года № 5.
Техническое руководство военными представительствами продолжало осуществляться Управлениями заказов и поставок по принадлежности продукции. Деятельность Управления военных представительств по взаимодействию с Управлениями заказов и поставок, координировалось начальником Управления начальника вооружения — заместителем начальника вооружения Вооруженных Сил Российской Федерации.

В 2010 году Управления заказов и поставок были упразднены. Их функций, в части подготовки к размещению и размещения заданий государственного оборонного заказа принял на себя новообразованный Департамент Министерства обороны Российской Федерации по обеспечению государственного оборонного заказа (ДОГОЗ). Функция руководства военными представительствами полностью перешла Управлению военных представительств, которое с 15 ноября 2012 года было переподчинено напрямую заместителю Министра обороны Российской Федерации, отвечающему за организацию военно-технического обеспечения войск (на тот момент Борисову Ю. И.). 
Начальники УВП МО РФ
- полковник Д. М. Тумасов (2005—2008);
- полковник В. В. Гончаров (2008—2011);
- подполковник запаса А. Г. Тарасов (2012—2013);
- генерал-майор О. Н. Степанов (с 2013 по настоящее время).

## Высшее военное образование
Учебные заведения, осуществляющие обучение по ВУС 710100 «Экономика и организация производства и ремонта вооружения, военной, специальной техники и имущества»:
- Отдел УВП МО РФ учебного военного центра при МАИ — основан приказом ректора МАИ № 509 от 17 ноября 2009 года в городе Москве
- Военный учебный центр при Балтийском государственном техническом университете имени Д. Ф. Устинова (город Санкт-Петербург)
- Военный учебный центр при Санкт-Петербургском государственном морском техническом университете
- Военный учебный центр при Уральском Федеральном Университете.
- Действуют курсы переподготовки и повышения квалификации офицерского состава военных представительств при Военном университете Министерства обороны Российской Федерации